# Paia

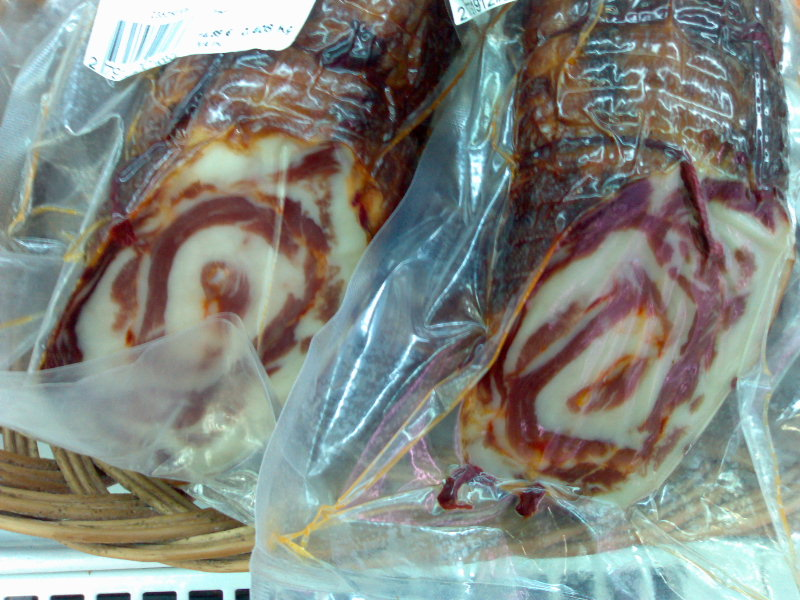
Paias.

A paia é um enchido típico de Portugal, da região do Alentejo. É curado pelo fumo e feito com peças inteiras de carne de porco, especialmente de raça alentejana. O seu tempero é feito com sal, água, massa de pimentão e alho. A carne repousa temperada durante dois dias, em maturação. 
Existem vários tipos de paias, diferindo na peça de carne que é utilizada na sua confecção. A paia de toucinho, da zona de Estremoz e Borba, é confeccionada com carne entremeada. A paia de lombo, da mesma zona, é confeccionada com carne do lombo.